# Déri Imre
Déri Imre (Budapest, 1889. március 5. – New York, 1959. március 20.) jogász, újságíró, publicista, novellaíró.

## Élete
Apja, dr. Déri Ernő, 1881-ig Deutsch (1860–1926) neves fővárosi ügyvéd,  anyja Lustig/Víg Irma (1864–1945) volt. A Pázmány Péter Tudományegyetem jogi karán végzett. 
Újságírói pályáját fővárosi lapoknál (Tolnai Világlapja, Pesti Napló stb.) kezdte, de számos novellája, tudósítása, zenei és színházi kritikája jelent meg különböző napi- és hetilapokban. 1915-től az Esti Ujság és a Pester Lloyd munkatársaként külföldi tudósító (Bécs, Berlin stb.), 1916-tól a Világ és Az Est külföldi tudósítója volt. 1918-tól Az Est állandó berlini tudósítójaként dolgozott. 1921 és 1932 között Amerikában élt. Itt 1921-től 1923-ig a New York Times, 1925–1929 között a New York World, majd az Universal Service munkatársa volt. 1924 márciusától 1925. szeptember 12-ig a new-york-i A Hét, 1929-től 1932-ig az Amerikai Magyar Népszava szerkesztését is ő látta el. 1932-ben visszatért Magyarországra. Az 1940-es években a Világ című lap főmunkatársa volt. 1947-ben a Világ belpolitikai rovatának vezetőjeként a Magyar Amerikai Követség sajtóosztálya is alkalmazta, majd 1948 februárjában – amerikai tiltakozó jegyzékváltás ellenére – „valutázás” jogcímen 10 hónapi börtönre ítélték. Betegségére való tekintettel a börtönbüntetés letöltését elhalasztották, s március 26-án Déri Imre feleségével együtt disszidált. 1948-tól Görögországban élt, majd 1949-től Amerikában az Amerika Hangja munkatársa volt.
Házastársa Fellegi Teri színész és sanzonénekesnő volt, akivel 1923. január 16-án New Yorkban kötött házasságot. Gyermekük nem született.
A Tolnai Világlapja 1936-ban így írt róla: „A szerző, Déri Imre, nálunk szokatlan hírlapírótípust képvisel: a világjáró riporter és a nemzetközi publicista stílusát. A nevét jól ismerik a kontinensen. Tíz évig járta keresztül-kasul az európai kontinenst: haditudósitásai, nagy intervjúi, berlini, stockholmi, varsói riportjai bejárták az egész világsajtót. Több mint egy évtizedet töltött Amerikában Déri Imre: egyik vezető munkatársa lett a Pulitzer-féle New-York Worldnak; neves cikkírója a Times-nek és a Hearst-lapoknak; cikkeit ma is vezetőhelyen közlik a legelőkelőbb amerikai magazinok és napilapok.”
A Magyar Újságírók Szövetségének tagja volt.
New Yorkban, rákos megbetegedés miatti műtét után hunyt el, s a református szertartás szerinti temetéséről hírt adó közlemények említik, hogy az Ehlers Szabadkőműves Páholy tagjai és főmestere is búcsúztatták, mint tagtársukat.

## Írásai
Napi cikkeken és novellákon kívül nagyobb művei
- Goldmark és a zsidó zene. In: Magyar Zsidó Almanach, Szerk. Dr. Patai József, Budapest, 1911, (1. évfolyam) I. rész. Művészet, tudomány, szépirodalom. 135–138. oldal
- Adolf Damaschke: A földreform. Ford. Déri Imre. Budapest, Szent István Társulat, 1916, 182+8 oldal.
- Az igazi gengstervilág, Esti Kurir, 1934. október 30. – 1934. december 2. között 27 részletben, a 13. és 15. oldal közötti hasábokon.[11]
- Amerika ördögei (Az igazi gengsztervilág). Déri Imre riportsorozata a Tolnai Világlapjában. 1936. 1–4. rész.[12]
- Az angol birodalom igazi arca. Tárgyilagos és izgalmas riport a világtörténelem legnagyobb birodalmának keletkezéséről, átalakulásáról és jelentőségéről. Budapest Vietorisz Könyvkiadó, 1940. 62+2 oldal.